# Protestantismus in Tadschikistan
Protestanten machen in Tadschikistan weniger als 1 % der Bevölkerung aus.

## Herkunft und Anzahl
Durch die Umsiedlung von Russlanddeutschen kamen viele Lutheraner ins Land, die jedoch in den 1990er Jahren größtenteils ausgewandert sind (siehe auch ELKRAS). Es gibt heute nur noch eine lutherische Gemeinde in Duschanbe.
Unter den Freikirchen sind vor allem die Siebenten-Tags-Adventisten und die Baptisten in Tadschikistan tätig. Die baptistische Mission begann 1929; heute existieren 33 Baptistengemeinden mit rund 1000 Mitgliedern. Vorsitzender ist der deutschstämmige Alexandr Vervai.
Viele Christen stammen auch aus Südasien, daneben auch aus Korea.

## Situation
In der tadschikischen Verfassung wird die Religionsfreiheit erwähnt. Allerdings betrachten die Behörden die protestantischen Christen in Tadschikistan aus dem gleichen Blickwinkel wie die militanten Muslime im Land.
Am 1. Oktober 2000 wurde  auf eine protestantische Kirche in Duschanbe ein Anschlag verübt, wodurch sieben Menschen getötet und viele mehr verletzt wurden. Die meisten von ihnen waren Koreaner.

## Denominationen
- Baptistische Kirchen in Tadschikistan
- Deutsche Evangelisch-lutherische Kirche
- Koreanische Methodistische Kirche
- Pfingstkirchen